# Caloptilia janeae
Caloptilia janeae là một loài bướm đêm thuộc họ Gracillariidae. Nó được tìm thấy ở Uganda.